# نبرد کالینیکوم
نبرد کالینیکوم بخشی از جنگ‌های ایران و روم بود که در زمان ساسانیان روی داد. نبرد در روز ۱۹ اپریل ۵۳۱ میلادی بین ارتش‌های امپراتوری بیزانس تحت فرمان بلیساریوس و شاهنشاهی ساسانی تحت فرمان ازارتس روی داد.
بعد از شکست در نبرد دارا، ازاراتس (هزارفت) تمام نیروه‌های ایرانی را گرد هم آورد و شکست خونینی را به بلساریوس تحمیل کرد اگرچه تلفات ایرانی‌ها هم سنگین بود ولی قدرت نظامی روم در منطقه فروپاشید و جنگ ایبریا با پیروزی ایران به اتمام رسید. ایبریا (گرجستان) همچنان تحت کنترل ایران باقی ماند و روم مجبور به پرداخت باج ۵۰۰۰ کیلوگرم طلا به ایران شد.